# Polat Çayı
Il fiume di Polat (Polat Çayı, Fındık Çayı) è un fiume turco tagliato dalla diga di Polat nella provincia di Malatya. Le sue acque sboccano nel lago della diga di Sultansuyu.